# Stor-Hålvattnet
Stor-Hålvattnet är en sjö i Umeå kommun och Vindelns kommun i Västerbotten och ingår i Umeälvens huvudavrinningsområde. Sjön har en area på 1,01 kvadratkilometer och ligger 256 meter över havet. Sjön avvattnas av vattendraget Hålvattsbäcken.

## Delavrinningsområde
Stor-Hålvattnet ingår i det delavrinningsområde (713351-170708) som SMHI kallar för Utloppet av Stor-Hålvattnet. Medelhöjden är 279 meter över havet och ytan är 6,88 kvadratkilometer. Det finns inga avrinningsområden uppströms utan avrinningsområdet är högsta punkten. Hålvattsbäcken som avvattnar avrinningsområdet har biflödesordning 4, vilket innebär att vattnet flödar genom totalt 4 vattendrag innan det når havet efter 86 kilometer. Avrinningsområdet består mestadels av skog (76 procent). Avrinningsområdet har 1,01 kvadratkilometer vattenytor vilket ger det en sjöprocent på 14,6 procent.